# Pénée (lune)
Pour les articles homonymes, voir Pénée.
 Pénée, officiellement (41) Daphné I Pénée (internationalement (41) Daphne I Peneius) et provisoirement S/2008 (41) 1, est un satellite naturel de (41) Daphné découverte le 28 mars 2008 à l'observatoire W. M. Keck

## Description
Mesurant moins de deux kilomètres de diamètre, il orbite à une distance de 443 kilomètres.

## Étymologie
Il est nommé en référence à Pénée.